# جوزيف فريدريش هامل
جوزيف فريدريش هامل (بالألمانية: Joseph Friedrich Hummel)‏ هو موزع وأستاذ جامعي وملحن نمساوي، ولد في 14 أغسطس 1841 في إنسبروك في النمسا، وتوفي في 29 أغسطس 1919 في سالزبورغ في النمسا.

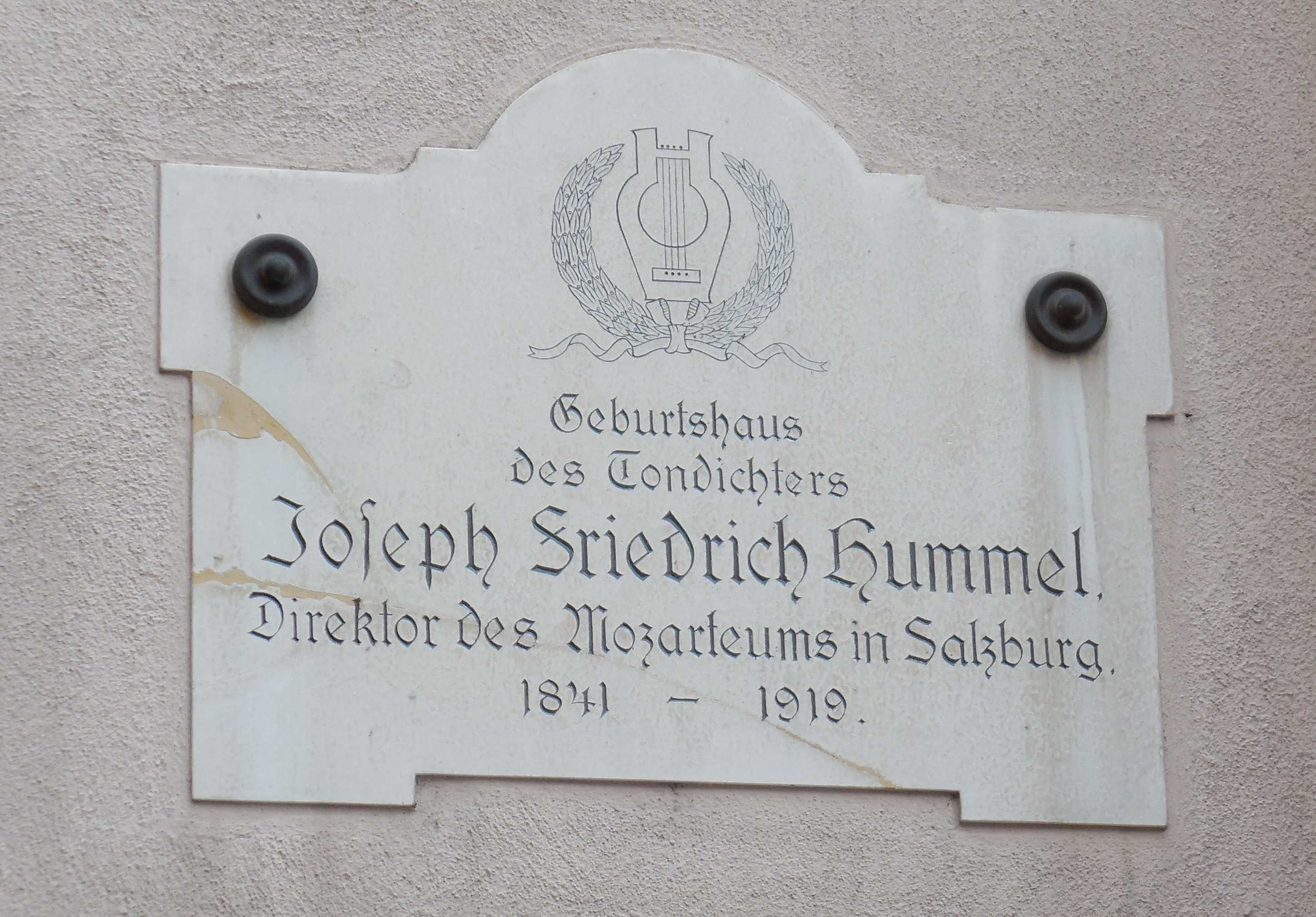
لوحة على مسقط رأس هاميل في إنسبروك